# میشل مسینا
میشل مسینا (انگلیسی: Michele Messina؛ زادهٔ ۹ مارس ۱۹۹۶) بازیکن فوتبال است.
از باشگاه‌هایی که در آن بازی کرده‌است می‌توان به باشگاه فوتبال پارما اشاره کرد.